# Timori csutakfarkú poszáta
A timori csutakfarkú poszáta (Urosphena subulata) a verébalakúak (Passeriformes) rendjébe, ezen belül a Cettiidae családba és az Urosphena nembe tartozó faj. 10 centiméter hosszú. A Kis-Szunda-szigeteken él. Kis gerinctelenekkel táplálkozik.

## Alfajai
- U. s. subulata (Sharpe, 1884) – Wetar, Atauro, Timor, Roti (keleti Kis-Szunda-szigetek);
- U. s. advena (E. J. O. Hartert, 1906) – Babar (Timortól keletre).

## Fordítás
- Ez a szócikk részben vagy egészben  a   Timor stubtail című angol Wikipédia-szócikk fordításán alapul.  Az eredeti cikk szerkesztőit annak laptörténete sorolja fel. Ez a jelzés csupán a megfogalmazás eredetét és a szerzői jogokat jelzi, nem szolgál a cikkben szereplő információk forrásmegjelöléseként.